# Scott Aitchison
Pour les articles homonymes, voir Aitchison.
Scott Aitchison, né le 14 janvier 1973 à Huntsville, est un vendeur, agent immobilier et homme politique canadien, originaire de l'Ontario.
Il représente la circonscription fédérale ontarienne de Parry Sound—Muskoka à titre de député conservateur à la Chambre des communes du Canada à partir de 2019. Avant son élection comme député, il est maire de la ville de Huntsville de 2014 à 2019.

## Biographie
Né à Huntsville en Ontario, Aitchison travaille comme vendeur de la Coldwell Banker Thompson Real Estate and Fowler Construction. En 2011, il est coprésident du comité organisant la Ontario Para Winter Games de 2012 à Huntsville.

## Politique

### Politique municipale
D'abord élu comme conseiller en 1994 à l'âge de 21 ans, il est à ce moment le plus jeune conseiller à avoir siégé au conseil municipal de Huntsville. Réélu comme conseiller pendant trois mandats, il occupe le poste de maire suppléant à partir de 2010. Élu maire en 2014, il l'est à nouveau en 2018.

### Politique fédérale
Remportant l'investiture conservatrice face à trois adversaires, Aitchison est élu lors de l'élection fédérale de 2019. Réélu en 2021, il entre au cabinet fantôme à titre de ministre du Travail.
En décembre 2021, il travaille directement avec le ministre libéral Seamus O'Regan afin d'inclure dans le projet de loi C-3 du gouvernement une prolongation du congé pour deuil aux parents travaillant pour une entreprise sous juridiction fédérale. Fait rare, cette initiative interpartis permit d'inclure ce qui était d'abord un projet de loi privé du député conservateur Tom Kmiec dans la législation gouvernementale.
Le 3 mars 2022, il est rapporté que le député Aitchison envisage de se présenter dans la course à la chefferie du Parti conservateur de 2022.

## Positions politiques

### Polarisation politique
Au cours de la manifestation du Convoi de la liberté, Aitchison exprime son inquiétude face à ce qu'il décrit comme « le fossé qui se creuse au Canada » et accuse le premier ministre Justin Trudeau de ne pas parler aux Canadiens avec lesquels il n'est pas d'accord. Lors d'un discours à la Chambre des communes, Aitchison déclare qu'il souhaitait voir les hommes politiques trouver des compromis et « être en désaccord sans se détester ».

### Logement
Aitchison commence sa campagne de leadership en publiant un plan détaillé visant à résoudre ce qu'il croit être une crise du logement au Canada. Son plan, intitulé " YIMBY : A Plan to Build More Homes for Canadians", a quatre objectifs principaux : mettre fin au zonage d'exclusion (en), augmenter le nombre de travailleurs de la construction par l'éducation et l'immigration, augmenter le nombre de logements abordables et sociaux, et sévir contre le blanchiment d'argent dans l'immobilier canadien.

### Projet de loi 21
Il se prononce contre la Loi sur la laïcité de l'État du Québec de 2019, également connue sous le nom de projet de loi 21. Dans son discours de lancement à la direction du Parti conservateur, il déclare : « Notre parti a une fière tradition d'être une voix pour la liberté de religion dans le monde entier. Nous devons avoir le courage de nos convictions pour faire de même chez nous, dans chaque province et territoire. La liberté de religion est un droit garanti par la Charte. Cela comprend le droit de chaque Canadien de porter fièrement une croix, un hijab, un turban ou une kippa sur son lieu de travail. Le projet de loi 21 est mauvais, et je m'y opposerai".

### CANZUK
Il soutient CANZUK, un projet d'alliance entre le Canada, l'Australie, la Nouvelle-Zélande et le Royaume-Uni visant à accroître le commerce, la politique étrangère et la coopération militaire. Il est nommé à la tête de deux groupes de travail multipartites visant à faciliter les discussions sur une circulation et un commerce plus libres au sein des pays partenaires.

### Large bande en milieu rural
Lors de sa première intervention à la Chambre des communes, il s'inquiète du service Internet en milieu rural dans sa circonscription. Il croit qu'il doit y avoir plus de concurrence sur le marché et que le gouvernement fédéral doit investir dans les régions mal desservies.

### Environnement
Il est un défenseur de ce qu'il décrit comme un plan fédéral crédible en matière de changement climatique qui permettrait à l'industrie de trouver des méthodes novatrices de réduction des émissions. Il s'oppose à une taxe sur le carbone, affirmant qu'elle « nuit de façon disproportionnée aux Canadiens à faible revenu vivant dans les régions rurales ».